# オリオン座シグマ星
オリオン座σ星は、オリオン座の恒星で4等星。

## 特徴
この星は多重星で、1150光年の距離にある星団に属している。この星団には木星の数倍程度の質量の褐色矮星が多数含まれていると推測される。この星系や星団は、『Orion OB1 association』に属している。
AとBは数百万年前に誕生した水素核融合を行う主系列星であり、このペアは離角0.25秒、実際には90天文単位 (au) 離れ周期170年となる。DはB型主系列星。
Eはそれ自体がB型主系列星のE1とA型主系列星のE2の連星系であり、特にE1はヘリウム過剰星として知られる。E1のスペクトル型はB2Vpeで、表面温度は18,000 - 20,000 K、特異なスペクトルを持ち、輝線が現れていることを示している。この星は、太陽の組成に比べて2 - 10倍ものヘリウムと、数百ガウス(G)から数kGの強い磁場を持っており、ヘリウムは自転軸および磁場の軸に集中している。このヘリウム組成の異常性は、自転速度や磁場に加えて、星周物質との相互作用が影響しているものと見られている。
AとBのペアから、Cは3,900 au、Dは4,600 au、E星系は15,000 au離れている。AとBの軌道は安定しているが、他の3星はそうではなく、恒星の最後を迎える かなり前に速度が増し星系から離脱する可能性がある。
最終的には、Aが一番初めに超新星爆発を起こし、続いてBが超新星となり、残りの3星は白色矮星となると推測される。Aの超新星爆発はBを星系から追放する可能性も推測されている。
| 指標         | 構成要素      | 構成要素      | 構成要素    | 構成要素    | 構成要素    |
| 指標         | A             | B             | C           | D           | E           |
| ------------ | ------------- | ------------- | ----------- | ----------- | ----------- |
| スペクトル型 | O9.5 主系列星 | B0.5 主系列星 | A型主系列星 | B2 主系列星 | B2 主系列星 |
| 視等級       | 4.2           | 5.1           | 9           | 6.62        | 6.65        |
| 質量 (M☉)    | 18            | 13.5          |             | 6.8         | 8.30        |
| 半径 (R☉)    |               |               |             |             |             |
| 光度 (L☉)    | 35,000        | 30,000        |             |             |             |
| 表面温度 (K) | 32,000        | 29,600        |             |             |             |